# Gymnopithys salvini
Gymnopithys salvini là một loài chim trong họ Thamnophilidae.